# Never Too Late (песня Кайли Миноуг)
«Never Too Late» — песня австралийской певицы Кайли Миноуг с её второго студийного альбома Enjoy Yourself (1989). Также была издана отдельным синглом.
В Великобритании сингл с песней «Never Too Late» достиг 4 места (в национальном сингловом чарте).

## История создания
Песня была написана и спродюсирована авторским и продюсерским трио Сток, Эйткен и Уотерман.